# Trabajos Aéreos del Sahara
Trabajos Aéreos del Sahara SA (im Markenauftritt TASSA) war eine international tätige spanische Charterfluggesellschaft. Das auf dem Flughafen Palma de Mallorca beheimatete Unternehmen hat seinen Betrieb im Sommer 1965 aus wirtschaftlichen Gründen eingestellt.

## Geschichte

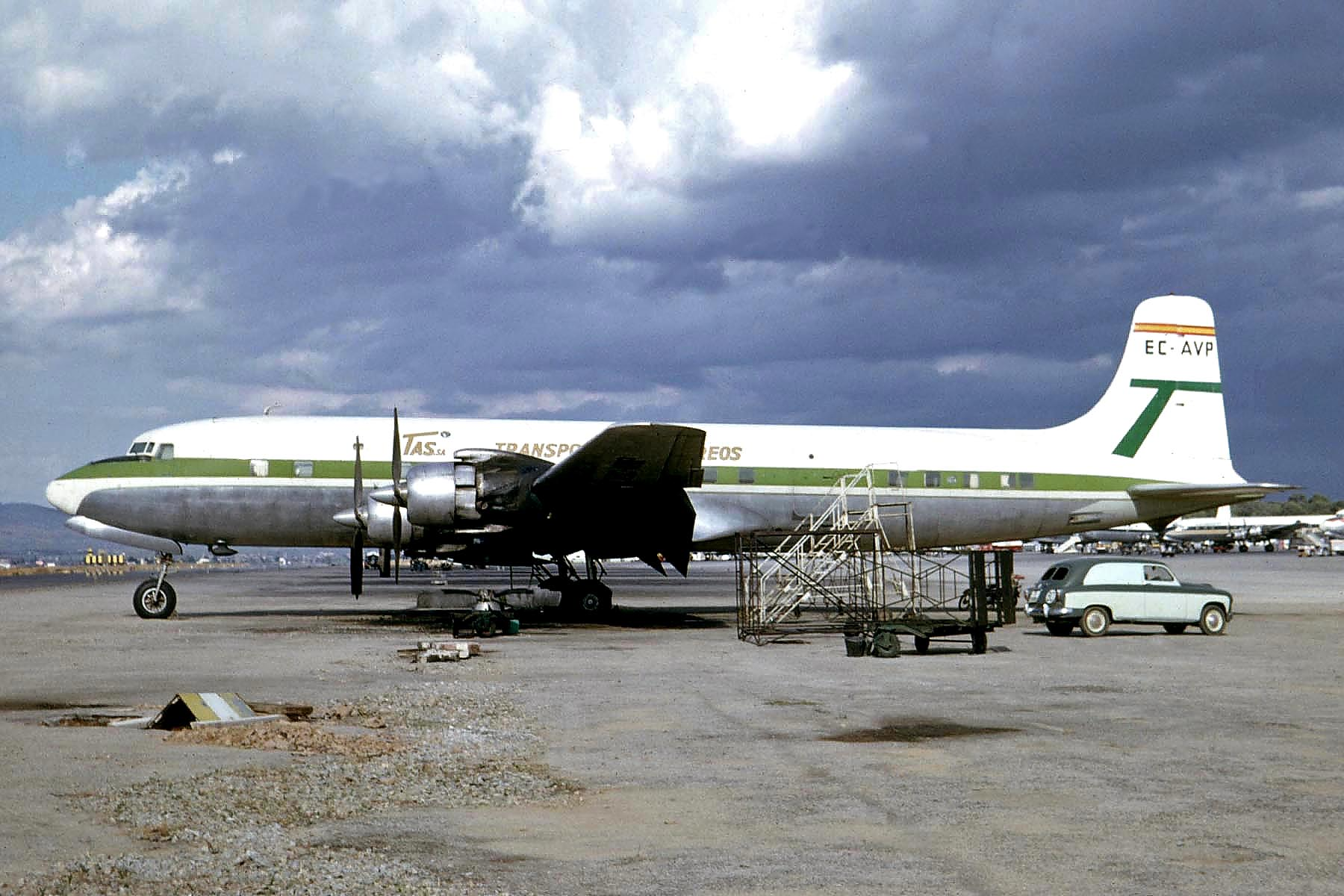
Eine Douglas DC-7 der TASSA

Die Fluggesellschaft Trabajos Aéreos del Sahara wurde 1961 in Form einer Sociedad Anónima (SA) vom Unternehmer Ultano Kindelán in Madrid gegründet, um Auftragsflüge für erdölfördernde Unternehmen zwischen Teneriffa und der Kolonie Spanisch-Sahara durchzuführen. Die Betriebsaufnahme erfolgte im Februar 1962 mit einer Beechcraft Model 18, die auf dem Flughafen Los Rodeos stationiert war. Im Mai 1962 wurde die erste Douglas DC-3 in Dienst gestellt. Diese Maschine setzte TASSA auf Passagiercharterflügen zwischen den Kanarischen Inseln sowie von Teneriffa nach El Aaiún (Spanisch-Sahara) und Marrakesch (Marokko) ein. Zwei weitere Douglas DC-3 ergänzten am 31. März und 3. April 1963 die Flotte.
Im Mai und Juni 1963 erwarb TASSA je eine Douglas DC-6, darunter die ursprünglich als XC-112 gefertigte und danach umgebaute Vorserienmaschine dieses Flugzeugtyps. Beide Douglas DC-6 kamen im Auftrag von Reiseveranstaltern auf IT-Charterflügen von Großbritannien und Westdeutschland nach Spanien zum Einsatz. Etwa zeitgleich verlegte das Unternehmen seine operative Hauptbasis von Teneriffa auf den Flughafen Palma de Mallorca. Ihre Douglas DC-3 betrieb TASSA zunächst weiterhin im Regionalverkehr zwischen den Kanarischen Inseln und nutzte sie daneben für Anschlussflüge, um Pauschalurlauber nach der Ankunft in Palma de Mallorca zur Nachbarinsel Ibiza weiterzubefördern. Großbritannien entwickelte sich in der Folgezeit mit etwa 70 Prozent aller Charteraufträge zum wichtigsten Markt der TASSA.
Das Unternehmen erwarb im Mai 1964 die erste von zunächst zwei Douglas DC-7 und erhöhte seine Transportkapazitäten damit erheblich. Der Flugbetrieb blieb aber defizitär. Aufgrund nicht gezahlter Landegebühren beschlagnahmte das britische Transportministerium am 20. Oktober 1964 kurzzeitig ein TASSA-Flugzeug in London-Gatwick. Ebenso stellte das mit der dortigen Abfertigung beauftragte Unternehmen Airborne Aviation Services seine Arbeit für die Gesellschaft wegen offener Rechnungen ein und beantragte seinerseits die Pfändung einer Douglas DC-7. TASSA konnte sich mit dem Abfertigungsunternehmen einigen, stattdessen eine Douglas DC-6 als Pfand zu hinterlegen. Die Maschine wurde danach auf dem Flughafen Palma de Mallorca eingelagert. Trotz ihrer wirtschaftlich angespannten Situation erwarb die Gesellschaft im April und Juni 1965 je eine weitere Douglas DC-7 und überschuldete sich dadurch gänzlich. Kurz nach der Übernahme des letzten Flugzeugs meldete TASSA noch im selben Monat Insolvenz an.

## Flotte
- Beechcraft Model 18
- Douglas DC-3
- Douglas DC-6
- Douglas DC-7

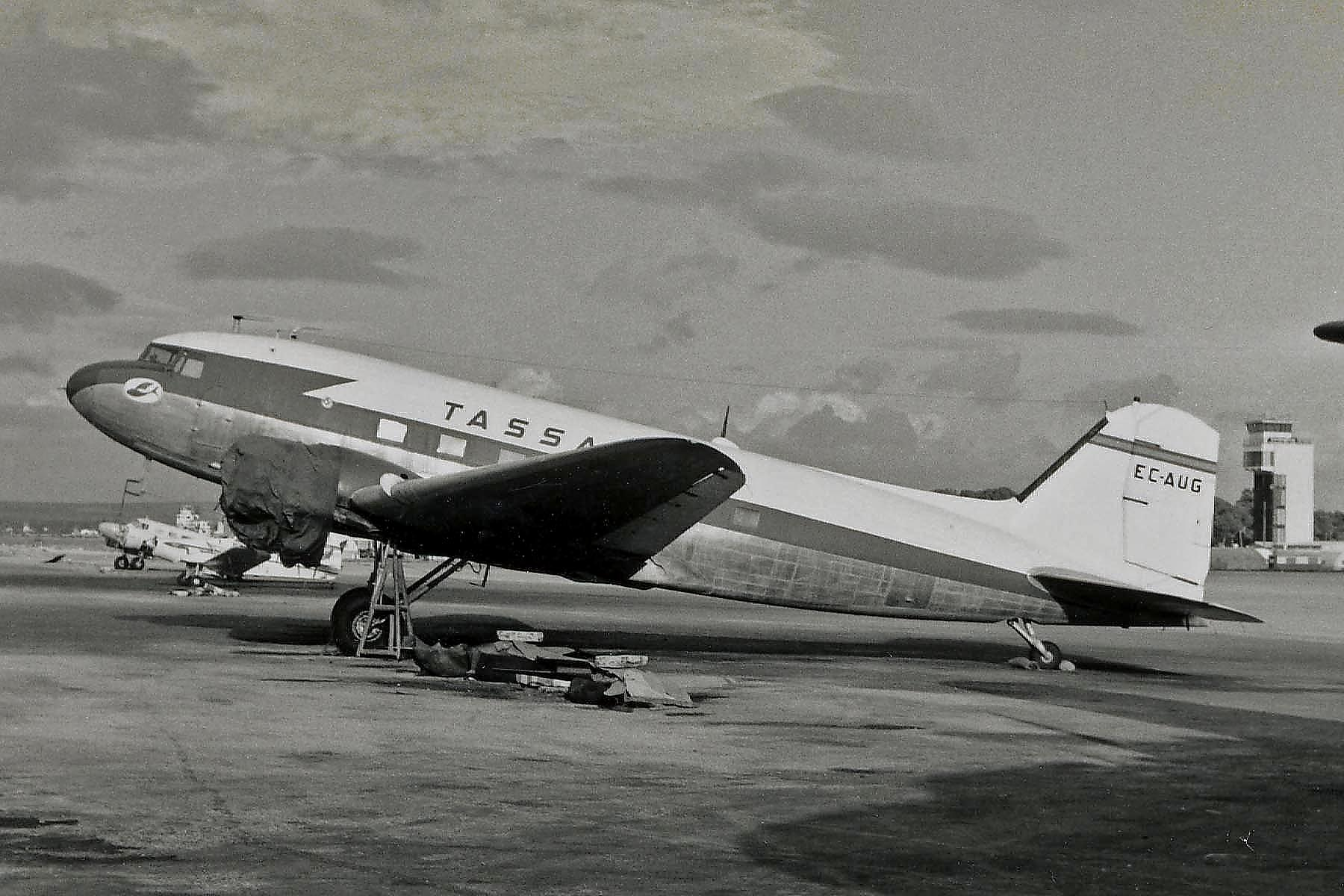
Eine Douglas DC-3 der TASSA

Im Juni 1965 bestand die Flotte aus zwei Douglas DC-3, zwei Douglas DC-6 (davon eine bereits zuvor eingelagert), vier Douglas DC-7 und einer Beechcraft Model 18. Alle Flugzeuge wurden nach der Betriebseinstellung auf dem Flughafen Palma de Mallorca abgestellt. Lediglich für die beiden Douglas DC-6 ließen sich Käufer finden, wobei eines der Flugzeuge auf Mallorca verblieb und zu einer Bar umgebaut wurde. Im Jahr 1970 wurden alle eingelagerten Douglas DC-3 und Douglas DC-7 sowie anschließend auch die Beechcraft 18 verschrottet.

## Zwischenfälle
- Am 21. Juni 1964 führte die Besatzung einer Douglas DC-3 (Luftfahrzeugkennzeichen: EC-AQH) nach dem Start vom Flughafen Palma de Mallorca eine Notwasserung durch, nachdem beide Motoren nacheinander im Steigflug ausgefallen waren. Die Maschine setzte etwa 900 Meter vor der Küste auf, wobei sich der Kapitän verletzte. An Bord befanden sich 25 britische Urlauber und drei Besatzungsmitglieder. Es gelang, das Flugzeug vollständig zu evakuieren. Ein männlicher Fluggast kletterte jedoch in die Kabine zurück, um seine Tasche zu holen. Er ging mit der Maschine unter und ertrank.[6][10]